# Isländische Fußballmeisterschaft 1951
Die isländische Fußballmeisterschaft 1951 war die 40. Spielzeit der höchsten isländischen Fußballliga.
Es nahmen fünf Teams am Bewerb teil, in dem jede Mannschaft jeweils einmal auf jede andere traf. ÍA Akranes gewann zum ersten Mal den Titel.

## Abschlusstabelle
| Pl. | Verein             | Sp. | S | U | N | Tore    | Quote | Punkte |
| --- | ------------------ | --- | - | - | - | ------- | ----- | ------ |
| 1.  | ÍA Akranes         | 4   | 2 | 2 | 0 | 012:800 | 1,50  | 06:20  |
| 2.  | Valur Reykjavík    | 4   | 2 | 0 | 2 | 009:600 | 1,50  | 04:40  |
| 3.  | KR Reykjavík (M)   | 4   | 2 | 0 | 2 | 008:800 | 1,00  | 04:40  |
| 4.  | Víkingur Reykjavík | 4   | 1 | 1 | 2 | 007:600 | 1,17  | 03:50  |
| 5.  | Fram Reykjavík     | 4   | 1 | 1 | 2 | 005:130 | 0,38  | 03:50  |

| (M) | amtierender isländischer Meister |

### Kreuztabelle
Die Kreuztabelle stellt die Ergebnisse aller Spiele dieser Saison dar. Die Heimmannschaft ist in der ersten Spalte aufgelistet, die Gastmannschaft in der obersten Reihe. Die Ergebnisse sind immer aus Sicht der Heimmannschaft angegeben.
| 1951               | Fram Reykjavík | KR Reykjavík |     | Víkingur Reykjavík | ÍA Akranes |
| Fram Reykjavík     |                | 2:1          | 1:6 | 0:4                | 2:2        |
| KR Reykjavík       | –              |              | 2:0 | 3:1                | 2:5        |
| Valur Reykjavík    | –              | –            |     | 1:0                | 2:3        |
| Víkingur Reykjavík | –              | –            | –   |                    | 2:2        |
| ÍA Akranes         | –              | –            | –   | –                  |            |